# Hasta la vista (utwór muzyczny Ołeksandra Ponomariowa)
Hasta la vista – utwór ukraińskiego piosenkarza Ołeksandra Ponomariowa, nagrany i wydany w formie singla w 2003. Piosenkę napisało izraelskie małżeństwo Czwika i Mirita Shem-Or. 

## Historia utworu
Utwór został napisany w 2003. Tekst piosenki stworzyła izraelska autorka Mirit Shem-Or, natomiast muzykę skomponował jej mąż, izraelski kompozytor Czwika Pick, który był autorem m.in. przeboju „Diva” Dany International, z którym ta wygrała 43. Konkurs Piosenki Eurowizji w 1998.
Utwór był pierwszą propozycją reprezentującą Ukrainę podczas 48. Konkursu Piosenki Eurowizji. Piosenka została wybrana specjalnie dla Ponomariowa (oddelegowanego wewnętrznie na reprezentanta kraju przez nadawcę NTU) spośród ponad 50 propozycji nadesłanych do siedziby telewizji. W przygotowaniach do występu w finale wykonawcy pomagał maltański kompozytor Philip Vella. 24 maja utwór zdobył łącznie 30 punktów w finale Eurowizji 2003, zajmując 14. miejsce.